# Carsten Hädler

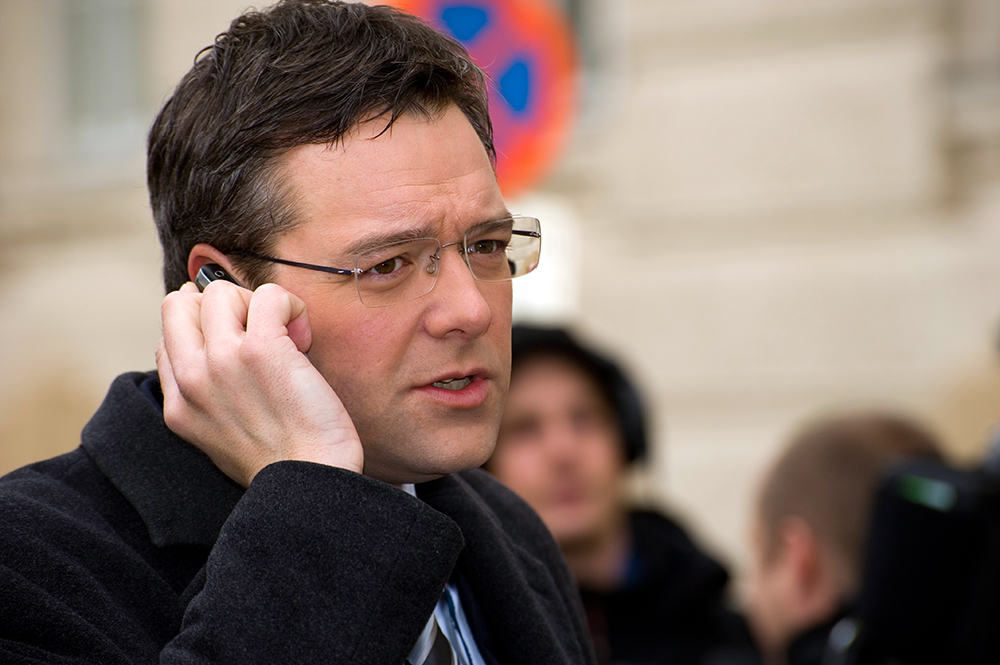
Carsten Hädler (2009)

Carsten Hädler (* 16. Januar 1969 in Berlin) ist ein deutscher Journalist, leitender Redakteur, Korrespondent, Fernsehmoderator und Reporter.

## Leben und Wirken
Hädler absolvierte von 1989 bis 1991 die Deutsche Journalistenschule in München. 1991 begann er als Deutschlands erster Hubschrauber-Reporter bei dem Berliner Lokalsender Radio Hundert,6. Nach Tätigkeiten bei Deutschlands erstem privaten Nachrichtensender INFO 101 Radio und als Redaktionsleiter Aktuelles bei dem Lokalsender IA Fernsehen wurde Hädler 1995 Nachrichtenreporter bei SAT.1. Im Jahr 2000 wurde er für SAT.1 Europa-Korrespondent und leitete nach dem Zusammenschluss zur ProSiebenSat.1 Media das Studio für die Mediengruppe in Brüssel. Seit 2002 ist er leitender Redakteur und Reporter mit besonderen Aufgaben bei Welt (ehemals N24).